# Liste des sénateurs et conseillers de la République de la Vendée
Pour un article plus général, voir Sénateur français.

Sièges des membres des chambres hautes du Parlement français élus dans la Vendée
Sénat (Troisième République) : trois sièges de sénateurs de 1876 à 1944.
Conseil de la République (Quatrième République) : deux sièges de conseillers de la République puis de sénateurs de 1946 à 1958.
Sénat (Cinquième République) : deux sièges de sénateurs de 1958 à 1977, trois depuis 1977.

La liste suivante dresse l’ensemble des sénateurs et conseillers de la République de la Vendée, c’est-à-dire, les personnalités politiques élues dans le cadre du département de la Vendée pour pourvoir des sièges au sein des chambres hautes du Parlement français à partir de 1876.
À l’exception de la période entre 1946 et 1948 où le qualificatif de conseiller de la République est en vigueur, leur titre est celui de sénateur depuis 1876. Ils forment le Sénat (1876-1944), sous la Troisième République, le Conseil de la République (1946-1958), sous la Quatrième, et le Sénat, sous la Cinquième, depuis 1958.
Le nombre de sièges qui leur est réservé dans les hémicycles est de trois, sauf entre 1946 et 1977, où seuls deux sièges sont à pourvoir. Alors qu’ils sont investis d’un mandat d’une durée de neuf ans (dit « novennat ») depuis 1876, celle-ci est réduite à un sextennat (6 années) après le renouvellement de 2014.
Au 22 octobre 2024, le département de la Vendée est représenté par Annick Billon (groupe Union centriste), Didier Mandelli (groupe Les Républicains), élus en 2014 et 2020, et Brigitte Hybert (groupe Les Républicains), suppléante élue en 2020, remplaçante en 2024 de Bruno Retailleau un mois après sa nomination comme ministre de l’Intérieur dans le gouvernement de Michel Barnier.

## Appellations

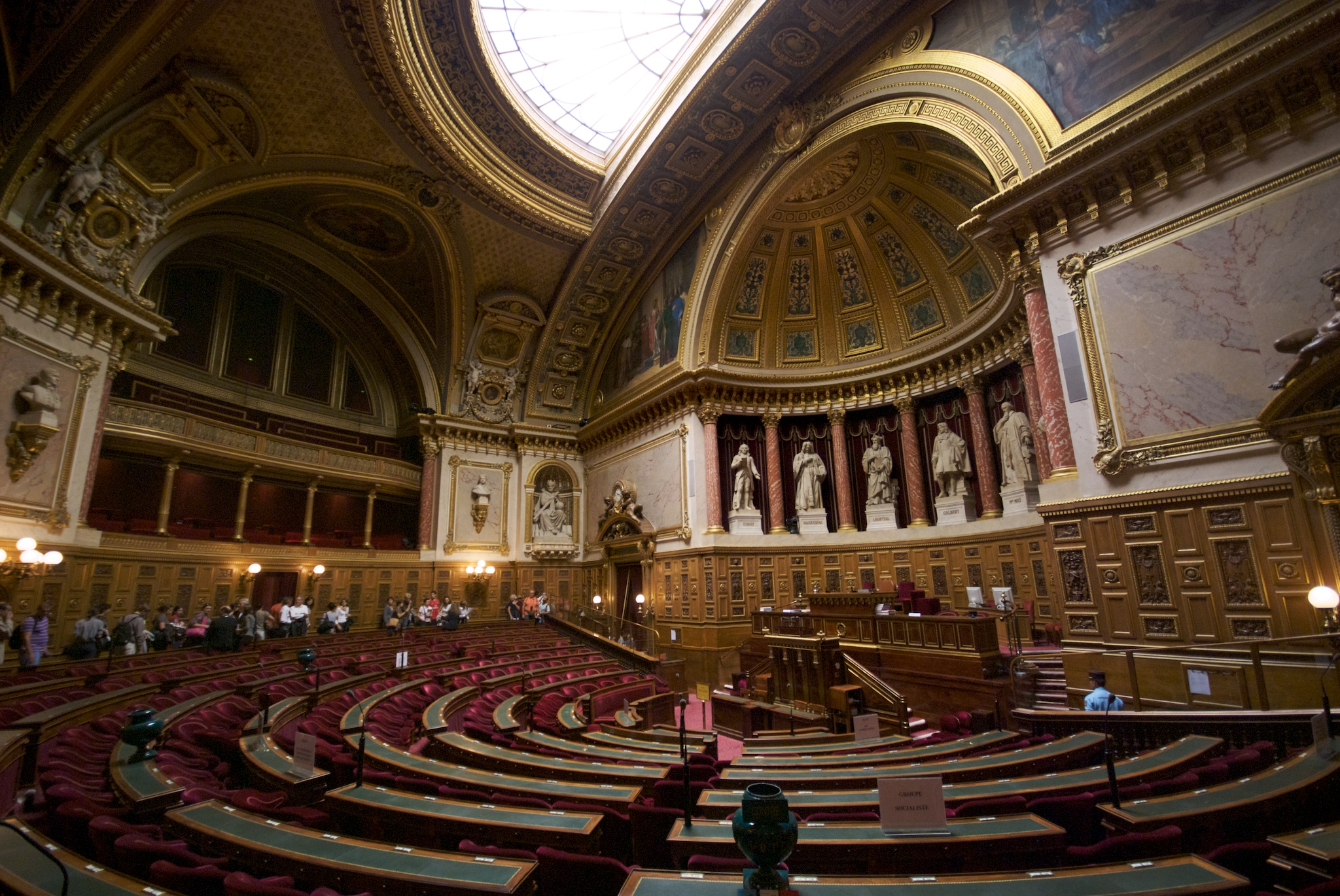
L’hémicycle du palais du Luxembourg (photographie de 2009), où siègent les sénateurs élus dans la Vendée.

### Titres formels
À partir de 1876, les membres des chambres hautes du Parlement français élus dans le département de la Vendée portent les appellations officielles de :
- « sénateur » de 1876 à 1944 (au sens de la loi relative à l’organisation des pouvoirs publics et de celle relative à l’organisation du Sénat[L 1],[L 2]) ;
- « conseiller de la République » de 1946 à 1948 (au sens de la constitution de 1946 et de la loi no 46-2383 du 27 octobre 1946[L 3],[L 4]) ;
- « sénateur, membre du Conseil de la République » de 1948 à 1958 (au sens d’une résolution adoptée le 16 décembre 1948[J 1])[a] ;
- « sénateur » depuis 1958 (au sens de la constitution de 1958[L 6]).

### Intitulés usuels
Sénateur de la Vendée est une appellation usuelle traditionnellement donnée aux membres des chambres hautes élus dans le département entre 1876 et 1944 ainsi que depuis 1948. Alors que de façon minoritaire l’expression sénateur de Vendée lui est parfois préférée, elle est féminisée en sénatrice de la Vendée (et sénatrice de Vendée) depuis 2014, année de l’entrée d’une femme élue dans la Vendée au Sénat.
Conseiller de la République de la Vendée est une désignation courante attribuée aux membres du Conseil de la République élus dans le département entre 1946 et 1948. La variante de conseiller de la République de Vendée est également attestée.

## Histoire

### Membres des chambres hautes avant la fin duXIXesiècle
En France, le bicamérisme apparaît sous la Première République, dans le cadre de la constitution de l’an III établissant le Directoire (1795). À son sens, le parlement est divisé en deux chambres : le Conseil des Cinq-Cents, qui propose les lois (dites « résolutions »), et, le Conseil des Anciens, qui les adopte ou les rejette. Renouvelés par tiers tous les ans à l’échelle des départements, leurs membres portent le même traitement, celui de député,.
Sous le Consulat, la constitution de l’an VIII (1799) met en place un modèle quadricaméral, avec un Sénat conservateur, doté de fonctions constitutionnelles, dont les membres sont nommés à vie et traités de sénateurs, et trois chambres proprement législatives : le Conseil d’État, dont les membres dits conseillers d’État rédigent les lois ; le Tribunat, dont les membres dits tribuns les discutent ; le Corps législatif, dont les membres dits législateurs les votent. Le sénatus-consulte organique de l’an X (1802), qui fait de la fonction de premier consul un poste viager, maintient le quadricamérisme et renomme en Sénat la première chambre. De plus, le sénatus-consulte organique de l’an XII (1804) conserve les organes consulaires sous l’Empire. Toutefois, le régime est transformé en modèle tricaméral à la suite d’un sénatus-consulte de 1807 supprimant le Tribunat,,,.
Avec la charte de 1814, le bicamérisme est réinstauré. La chambre haute, Chambre des pairs, se compose de membres nommés à vie, les pairs de France, tandis que la chambre basse, Chambre des députés des départements, de membres élus par département pour cinq ans, les députés. L’acte additionnel aux constitutions de l’Empire de 1815 maintient la Chambre des pairs et érige un nouvel organe : la Chambre des représentants, composée de députés élus. Toutefois, la charte de 1814 est restaurée quelques mois plus tard. La charte de 1830 conserve les deux chambres en vigueur sous la Restauration,,,.
Sous la Deuxième République, la constitution de 1848 instaure un monocamérisme avec des représentants élus par département au sein de l’unique Assemblée nationale. Toutefois, la « République décennale » mise en place par la constitution de 1852 institue une nouvelle fois deux chambres législatives : le Sénat, dont les membres, dits sénateurs, sont nommés à vie ou exercent leur charge en raison d’une qualité particulière (cardinal, maréchal ou amiral) ; et le Corps législatif, dont les membres, dits députés, sont élus à l’échelle de la Nation. Alors qu’un sénatus-consulte de 1852 réinstaure la dignité impériale, un autre fait entrer en vigueur une nouvelle constitution de l’Empire sans modification majeure par rapport à la constitution républicaine de 1852,,.

### Sénat de la Troisième République
Délibérée les 22 janvier et 25 février 1875, la loi relative à l’organisation des pouvoirs publics institue une Chambre des députés et un Sénat dont la composition, le mode de nomination et les attributions sont remis à une loi spéciale. Ainsi, la loi relative à l’organisation du Sénat, délibérée le 24 février 1875, dispose qu’il se compose de 300 membres, ou bien élus par les départements et les colonies (225 sièges), ou bien désignés par l’Assemblée nationale (75 sièges). De même, le nombre de postes de sénateurs à pourvoir par département ou colonie est formulé dans la loi (entre cinq et un, la Vendée en comptant trois), qui fixe également un mode de scrutin de liste indirect soumis à un collège électoral composé des députés, conseillers généraux et d’arrondissement ainsi que des délégués des conseils municipaux. Ils sont élus pour un mandat de neuf ans (soit un novennat), renouvelés par tiers, tous les trois ans en fonction de la série à laquelle appartient le département ou la colonie. La constitution et l’entrée en fonction du Sénat sont fixées au jour de la séparation de l’Assemblée nationale,.
Délibérée les 16, 27 juillet et 2 août 1875, la loi organique sur les élections des sénateurs précise le mode de scrutin, les incompatibilités entre la fonction et d’autres, les conditions d’éligibilité, ou encore les dispositions propres à la vacance des sièges. La loi portant modification aux lois organiques sur l’organisation du Sénat et les élections de sénateurs (9 décembre 1884) amende de façon substantielle les précédents textes : disparation des sénateurs à vie, modification du nombre de sièges par département (la Vendée en conserve trois) et élargissement du collège électoral,.
Pendant la Première Guerre mondiale, les mandats de certains sénateurs sont prorogés : pour ceux de la série B, par une loi du 24 décembre 1914, et pour ceux de la série C, par une autre du 31 décembre 1917. Un renouvellement intégral du Sénat est organisé par une loi du 18 octobre 1919,,.
À la suite de la loi constitutionnelle du 10 juillet 1940, le maréchal Philippe Pétain décrète le lendemain l’acte constitutionnel no 3 relatif au chef de l’État français dans lequel il conserve les chambres en vigueur (Sénat et Chambre des députés) jusqu’à ce que de nouvelles soient créées, tout en les ajournant jusqu’à nouvel ordre. Cet acte est rendu nul par le Gouvernement provisoire de la République française au sens de l’ordonnance du 9 août 1944 relative au rétablissement de la légalité républicaine sur le territoire continental,.

### Conseil de la République de la Quatrième République
La Constitution de la République française, promulguée le 27 octobre 1946 et fondant le régime de la Quatrième République, organise le parlement en deux chambres : l’Assemblée nationale et le Conseil de la République. Ce dernier doit comprendre entre 250 et 320 membres, traités de « conseillers », élus au suffrage universel indirect ou désignés par l’Assemblée nationale (au maximum, un sixième des sièges) et renouvelés par moitié.
Les modes de scrutin pour désigner les conseillers de la République et la répartition de leurs sièges sont précisés par la loi no 46-2383 du 27 octobre 1946. Selon celle-ci, 315 membres le forment : 200 sont élus par les collectivités territoriales métropolitaines ; 50 par l’Assemblée nationale ; 14 par les collectivités territoriales algériennes ; 51 par les conseils généraux et assemblées territoriales des départements et territoires d’outre-mer. S’agissant des 200 premiers, ils le sont en partie au scrutin majoritaire, et en partie au scrutin proportionnel. Les dispositions liées aux vacances des sièges sont indiquées par la loi no 47-615 du 5 avril 1947. Cependant, le mode de scrutin et la répartition des sièges sont largement modifiés par la loi no 48-1471 du 23 septembre 1948. Aussi, parmi les 253 conseillers de la République élus par les départements métropolitains, la Guyane, la Guadeloupe, la Martinique et la Réunion, deux sièges sont dévolus à celui de la Vendée,,.
Dans le contexte de la loi du 3 juin 1958, le mandat des sénateurs est prorogé de six mois à compter du 24 juin 1958 par Charles de Gaulle dans le cadre de l’ordonnance no 58-640 du 29 juillet 1958.

### Sénat de la Cinquième République
Promulguée le 4 octobre 1958, la Constitution organise le nouveau régime de la Cinquième République. Le parlement est, à son sens, organisé en deux chambres : le Sénat et l’Assemblée nationale. Les membres du Conseil de la République préexistant sont maintenus dans leur mandat de façon transitoire jusqu’à la constitution définitive du Sénat.
Le Sénat se compose de 235 sièges pour les départements métropolitains, 31 pour ceux d’Algérie, 2 pour ceux des Oasis et de la Saoura, 7 pour les départements de la Guadeloupe, de la Guyane, de la Martinique et de la Réunion et six sénateurs représentent les Français établis hors de France au sens de l’ordonnance no 58-1097 du 15 novembre 1958. Leur mandat est de neuf ans, renouvelable par tiers, avec des sièges répartis en trois séries (A, B et C). De façon transitoire, les sénateurs en fonction au moment de la rédaction de l’ordonnance sont maintenus jusqu’à l’ouverture de la session ordinaire d’avril 1959.
D’après l’ordonnance no 58-1098 du 15 novembre 1958, le mode de scrutin varie suivant le nombre de sièges par département : avec 4 sénateurs ou moins, l’élection a lieu au scrutin majoritaire à deux tours ; avec 5 sénateurs et plus, l’élection a lieu à représentation proportionnelle de liste. La Vendée appartient à la première catégorie puisque le nombre de sièges alloués au département est de 2, dans la série C. À la codification réglementaire du Code électoral, le nombre de sénateurs et la série à laquelle appartient la Vendée sont conservés, mais, à la suite de la loi no 76-645 du 16 juillet 1976, le nombre de sièges est porté à 3,,.
Bien que la loi no 2000-641 du 10 juillet 2000 abaisse à deux nombre de sièges pour l’élection des sénateurs au scrutin majoritaire à deux tours, les autres départements (dont la Vendée) les élisant à la représentation proportionnelle, l’ancien mode de scrutin est pourtant restauré par la loi no 2003-696 du 30 juillet 2003. Cette dernière modifie substantiellement l’élection des sénateurs : ils sont désormais élus pour six ans, renouvelés par moitié tous les trois ans selon deux séries (un et deux). De plus, la loi no 2003-697 du 30 juillet 2003 précise la composition des nouvelles séries : la première correspond aux sièges de l’ancienne série B et ceux de l’ancienne série C dont le mandat a été fixé à six ans ; la seconde aux sièges de l’ancienne série A et ceux de l’ancienne série C dont le mandat a été fixé à neuf ans,,.
Pour l’élection des sénateurs à la représentation proportionnelle, la loi no 2013-702 du 2 août 2013 prescrit ce mode de scrutin pour les départements admettant au moins trois sièges (c’est-à-dire, la Vendée). La loi organique no 2014-125 du 14 février 2014 quant à elle régit les incompatibilités du mandat de sénateur avec des fonctions exécutives,.

## Listes

### Détaillée par chambre haute

#### Sénat (1876-1944)
| Identité                          | Élection                     | Mandat                                                           | Autre fonction exercée simultanément |
| --------------------------------- | ---------------------------- | ---------------------------------------------------------------- | --- |
| François Gaudineau,               | 30 janvier 1876,             | 10 mars 1876 — 1er février 1887 (10 ans, 10 mois et 22 jours)    | Maire de Luçon (1850-1878), Conseiller général de la Vendée (1864-1887), élu dans le canton de Luçon, Président du conseil général de la Vendée (1871-1887),                           |
| François Gaudineau,               | 8 janvier 1882,              | 10 mars 1876 — 1er février 1887 (10 ans, 10 mois et 22 jours)    | Maire de Luçon (1850-1878), Conseiller général de la Vendée (1864-1887), élu dans le canton de Luçon, Président du conseil général de la Vendée (1871-1887),                           |
| Auguste de Cornulier de La Lande, | 30 janvier 1876,             | 10 mars 1876 — 13 février 1886 (9 ans, 11 mois et 3 jours)       | Conseiller général de la Vendée (1871-1886), élu dans le canton de Montaigu Maire de Saint-Hilaire-de-Loulay (1881-1886)                                                               |
| Auguste de Cornulier de La Lande, | 8 janvier 1882,              | 10 mars 1876 — 13 février 1886 (9 ans, 11 mois et 3 jours)       | Conseiller général de la Vendée (1871-1886), élu dans le canton de Montaigu Maire de Saint-Hilaire-de-Loulay (1881-1886)                                                               |
| Benjamin Vandier,                 | 30 janvier 1876,             | 10 mars 1876 — 23 août 1878 (2 ans, 5 mois et 13 jours)          | Conseiller général de la Vendée (1871-1878), élu dans le canton de L’Île-Dieu, Député à la Chambre des députés (1871-1876), élu dans la Vendée, Secrétaire du Sénat (à partir de 1876) |
| Stéphane Halgan,                  | 5 janvier 1879, (partielle)  | 16 janvier 1879 — 19 janvier 1882 (3 ans et 3 jours)             | Conseiller général de la Vendée (1873-1882), élu dans le canton de Palluau |
| Stéphane Halgan,                  | 8 janvier 1882,              | 16 janvier 1879 — 19 janvier 1882 (3 ans et 3 jours)             | Conseiller général de la Vendée (1873-1882), élu dans le canton de Palluau |
| Emmanuel Halgan,                  | 25 janvier 1885, (partielle) | 31 janvier 1885 — 22 octobre 1917 (32 ans, 8 mois et 21 jours)   | Conseiller général de la Vendée (1882-1917), élu dans le canton de Palluau, |
| Emmanuel Halgan,                  | 4 janvier 1891,              | 31 janvier 1885 — 22 octobre 1917 (32 ans, 8 mois et 21 jours)   | Conseiller général de la Vendée (1882-1917), élu dans le canton de Palluau, |
| Emmanuel Halgan,                  | 28 janvier 1900,             | 31 janvier 1885 — 22 octobre 1917 (32 ans, 8 mois et 21 jours)   | Conseiller général de la Vendée (1882-1917), élu dans le canton de Palluau, |
| Emmanuel Halgan,                  | 3 janvier 1909,              | 31 janvier 1885 — 22 octobre 1917 (32 ans, 8 mois et 21 jours)   | Conseiller général de la Vendée (1882-1917), élu dans le canton de Palluau, |
| Amédée de Béjarry,                | 2 mai 1886, (partielle)      | 27 mai 1886 — 1er octobre 1916 (30 ans, 4 mois et 4 jours)       | |
| Amédée de Béjarry,                | 4 janvier 1891,              | 27 mai 1886 — 1er octobre 1916 (30 ans, 4 mois et 4 jours)       | |
| Amédée de Béjarry,                | 28 janvier 1900,             | 27 mai 1886 — 1er octobre 1916 (30 ans, 4 mois et 4 jours)       | |
| Amédée de Béjarry,                | 3 janvier 1909,              | 27 mai 1886 — 1er octobre 1916 (30 ans, 4 mois et 4 jours)       | |
| Alfred Biré,                      | 1er mai 1887, (partielle)    | 17 mai 1887 — 1er mai 1897 (9 ans, 11 mois et 14 jours)          | |
| Alfred Biré,                      | 4 janvier 1891,              | 17 mai 1887 — 1er mai 1897 (9 ans, 11 mois et 14 jours)          | |
| Paul Le Roux,                     | 11 juillet 1897, (partielle) | 20 juillet 1897 — 26 avril 1923 (25 ans, 9 mois et 6 jours)      | Député à la Chambre des députés (1881-1893), élu dans la deuxième circonscription de Fontenay-le-Comte, Secrétaire du Sénat (1904-1906),                                               |
| Paul Le Roux,                     | 28 janvier 1900,             | 20 juillet 1897 — 26 avril 1923 (25 ans, 9 mois et 6 jours)      | Député à la Chambre des députés (1881-1893), élu dans la deuxième circonscription de Fontenay-le-Comte, Secrétaire du Sénat (1904-1906),                                               |
| Paul Le Roux,                     | 3 janvier 1909,              | 20 juillet 1897 — 26 avril 1923 (25 ans, 9 mois et 6 jours)      | Député à la Chambre des députés (1881-1893), élu dans la deuxième circonscription de Fontenay-le-Comte, Secrétaire du Sénat (1904-1906),                                               |
| Paul Le Roux,                     | 11 janvier 1920,             | 20 juillet 1897 — 26 avril 1923 (25 ans, 9 mois et 6 jours)      | Député à la Chambre des députés (1881-1893), élu dans la deuxième circonscription de Fontenay-le-Comte, Secrétaire du Sénat (1904-1906),                                               |
| Maurice Morand                    | 11 janvier 1920,             | 13 janvier 1920 — 28 avril 1933 (13 ans, 3 mois et 15 jours)     | Maire de Chantonnay (1925-1933) |
| Maurice Morand                    | 9 janvier 1927               | 13 janvier 1920 — 28 avril 1933 (13 ans, 3 mois et 15 jours)     | Maire de Chantonnay (1925-1933) |
| Henri de Lavrignais               | 11 janvier 1920,             | 13 janvier 1920 — 20 février 1927 (7 ans, 1 mois et 7 jours)     | Conseiller général de la Vendée (1901-1927), élu dans le canton du Poiré-sur-Vie |
| Henri de Lavrignais               | 9 janvier 1927,              | 13 janvier 1920 — 20 février 1927 (7 ans, 1 mois et 7 jours)     | Conseiller général de la Vendée (1901-1927), élu dans le canton du Poiré-sur-Vie |
| Raymond de Fontaines              | 22 juin 1923, (partielle)    | 20 novembre 1923 — 31 décembre 1944 (21 ans, 1 mois et 11 jours) | Député à la Chambre des députés (1914-1923) Maire de Bourneau (1924-1945) |
| Raymond de Fontaines              | 9 janvier 1927               | 20 novembre 1923 — 31 décembre 1944 (21 ans, 1 mois et 11 jours) | Député à la Chambre des députés (1914-1923) Maire de Bourneau (1924-1945) |
| Raymond de Fontaines              | 20 octobre 1935              | 20 novembre 1923 — 31 décembre 1944 (21 ans, 1 mois et 11 jours) | Député à la Chambre des députés (1914-1923) Maire de Bourneau (1924-1945) |
| Armand de Baudry d’Asson          | 8 mai 1927 (partielle)       | 24 mai 1927 — 14 janvier 1936 (8 ans, 7 mois et 21 jours)        | Conseiller général de la Vendée (1907-1936), élu dans le canton de Challans Maire de La Garnache (1912-1935) Député à la Chambre des députés (1914-1927), élu dans la Vendée           |
| Louis Rambaud                     | 23 juillet 1933, (partielle) | 3 novembre 1933 — 22 mai 1944 (10 ans, 6 mois et 19 jours)       | Maire des Clouzeaux (1925-1944) |
| Louis Rambaud                     | 20 octobre 1935,             | 3 novembre 1933 — 22 mai 1944 (10 ans, 6 mois et 19 jours)       | Maire des Clouzeaux (1925-1944) |
| Léopold Robert                    | 20 octobre 1935,             | 15 janvier 1936 — 31 décembre 1944 (8 ans, 11 mois et 16 jours)  | Maire de Vendrennes (1933-1945) |

#### Conseil de la République (1946-1958)
| Identité            | Appartenance | Appartenance | Appartenance    | Élection        | Mandat                                                          | Autre fonction exercée simultanément                                                                                               |
| Identité            | Groupe       | Groupe       | Affiliation     | Élection        | Mandat                                                          | Autre fonction exercée simultanément                                                                                               |
| ------------------- | ------------ | ------------ | --------------- | --------------- | --------------------------------------------------------------- | --- |
| Jacques Chaumel     |              | MRP          | Membre          | 8 décembre 1946 | 25 décembre 1946 — 15 novembre 1948 (1 an, 10 mois et 21 jours) | |
| Henri Rochereau     |              | RI           | Membre          | 8 décembre 1946 | 25 décembre 1946 — 5 octobre 1958 (11 ans, 9 mois et 10 jours)  | Conseiller municipal de Saint-Martin-des-Noyers (à partir de 1947) Président de la commission des affaires économiques (1952-1959) |
| Henri Rochereau     | PRL          | Membre,      | 7 novembre 1948 |                 | 25 décembre 1946 — 5 octobre 1958 (11 ans, 9 mois et 10 jours)  | Conseiller municipal de Saint-Martin-des-Noyers (à partir de 1947) Président de la commission des affaires économiques (1952-1959) |
| Henri Rochereau     | PRL          | Membre,      | 18 mai 1952     |                 | 25 décembre 1946 — 5 octobre 1958 (11 ans, 9 mois et 10 jours)  | Conseiller municipal de Saint-Martin-des-Noyers (à partir de 1947) Président de la commission des affaires économiques (1952-1959) |
| Henri Rochereau     | RI           | Membre       | 8 juin 1958     |                 | 25 décembre 1946 — 5 octobre 1958 (11 ans, 9 mois et 10 jours)  | Conseiller municipal de Saint-Martin-des-Noyers (à partir de 1947) Président de la commission des affaires économiques (1952-1959) |
| Jacques de Maupeou, |              | RI           | Membre,         | 7 novembre 1948 | 23 novembre 1948 — 5 octobre 1958 (9 ans, 10 mois et 12 jours)  | Maire d’Auzay (1945-1963), |
| Jacques de Maupeou, | 18 mai 1952  | RI           | Membre,         |                 | 23 novembre 1948 — 5 octobre 1958 (9 ans, 10 mois et 12 jours)  | Maire d’Auzay (1945-1963), |
| Jacques de Maupeou, | 8 juin 1958  | RI           | Membre,         |                 | 23 novembre 1948 — 5 octobre 1958 (9 ans, 10 mois et 12 jours)  | Maire d’Auzay (1945-1963), |

#### Sénat (depuis 1958)
| Identité                  | Appartenance       | Appartenance        | Appartenance          | Élection                       | Mandat                                                              | Autre fonction exercée simultanément |
| Identité                  | Groupe             | Groupe              | Affiliation           | Élection                       | Mandat                                                              | Autre fonction exercée simultanément |
| ------------------------- | ------------------ | ------------------- | --------------------- | ------------------------------ | ------------------------------------------------------------------- | --- |
| Jacques de Maupeou        |                    | RI                  | Membre                | 8 juin 1958                    | 5 octobre 1958 — 22 janvier 1963 (4 ans, 3 mois et 17 jours)        | Maire d’Auzay (1945-1963) Sénateur de la Communauté (1959-1961), délégué par le Sénat |
| Jacques de Maupeou        | 26 avril 1959      | RI                  | Membre                |                                | 5 octobre 1958 — 22 janvier 1963 (4 ans, 3 mois et 17 jours)        | Maire d’Auzay (1945-1963) Sénateur de la Communauté (1959-1961), délégué par le Sénat |
| Henri Rochereau           |                    | RI                  | Membre                | 8 juin 1958                    | 5 octobre 1958 — 28 juin 1959 (8 mois et 23 jours)                  | Président de la commission des affaires économiques (1959) Ministre de l’Agriculture (1959-1961) |
| Henri Rochereau           | 26 avril 1959      | RI                  | Membre                |                                | 5 octobre 1958 — 28 juin 1959 (8 mois et 23 jours)                  | Président de la commission des affaires économiques (1959) Ministre de l’Agriculture (1959-1961) |
| Hubert Durand             |                    | RI                  | Membre,               | 26 avril 1959 (suppléance)     | 28 juin 1959 — 30 septembre 1977 (18 ans, 3 mois et 2 jours)        | Conseiller municipal de La Roche-sur-Yon (à partir de 1953) Conseiller général de la Vendée (1958-1976), élu dans le canton de La Roche-sur-Yon |
| Hubert Durand             | 22 septembre 1968  | RI                  | Membre,               |                                | 28 juin 1959 — 30 septembre 1977 (18 ans, 3 mois et 2 jours)        | Conseiller municipal de La Roche-sur-Yon (à partir de 1953) Conseiller général de la Vendée (1958-1976), élu dans le canton de La Roche-sur-Yon |
| Pierre Roy                |                    | RI                  | Membre.               | 26 avril 1959 (suppléance)     | 22 janvier 1963 — 1er octobre 1968 (5 ans, 8 mois et 9 jours)       | Maire de La Chapelle-Palluau (1945-1971) Conseiller général de la Vendée (1952-1970), élu dans le canton de Palluau |
| Yves Durand               |                    | NI                  | Membre (1968-1971)    | 22 septembre 1968              | 2 octobre 1968 — 30 septembre 1986 (17 ans, 11 mois et 28 jours)    | Secrétaire de la commission des finances (de 1971 à 1974 et de 1976 à 1986) Secrétaire du Sénat (1974-1975) |
| Yves Durand               | USNI               | Membre (1971-1976), |                       | 22 septembre 1968              | 2 octobre 1968 — 30 septembre 1986 (17 ans, 11 mois et 28 jours)    | Secrétaire de la commission des finances (de 1971 à 1974 et de 1976 à 1986) Secrétaire du Sénat (1974-1975) |
| Yves Durand               |                    | Aucun               | Sans (1976-1977)      | 22 septembre 1968              | 2 octobre 1968 — 30 septembre 1986 (17 ans, 11 mois et 28 jours)    | Secrétaire de la commission des finances (de 1971 à 1974 et de 1976 à 1986) Secrétaire du Sénat (1974-1975) |
| Yves Durand               | Sans               | Aucun               | 25 septembre 1977     |                                | 2 octobre 1968 — 30 septembre 1986 (17 ans, 11 mois et 28 jours)    | Secrétaire de la commission des finances (de 1971 à 1974 et de 1976 à 1986) Secrétaire du Sénat (1974-1975) |
| Michel Crucis             |                    | UREI                | Membre                | 25 septembre 1977              | 3 octobre 1977 — 1er octobre 1995 (17 ans, 11 mois et 28 jours)     | Conseiller général de la Vendée (1951-1988), élu dans le canton de Chantonnay Maire de Chantonnay (1953-1995) Président du conseil général de la Vendée (1970-1988) |
| Michel Crucis             | Membre (1986-1993) | UREI                | 28 septembre 1986     |                                | 3 octobre 1977 — 1er octobre 1995 (17 ans, 11 mois et 28 jours)     | Conseiller général de la Vendée (1951-1988), élu dans le canton de Chantonnay Maire de Chantonnay (1953-1995) Président du conseil général de la Vendée (1970-1988) |
| Michel Crucis             |                    | RI                  | 28 septembre 1986     | Membre (1993-1995)             | 3 octobre 1977 — 1er octobre 1995 (17 ans, 11 mois et 28 jours)     | Conseiller général de la Vendée (1951-1988), élu dans le canton de Chantonnay Maire de Chantonnay (1953-1995) Président du conseil général de la Vendée (1970-1988) |
| Lionel de Tinguy du Pouët |                    | UCDP                | Membre                | 25 septembre 1977              | 3 octobre 1977 — 9 septembre 1981 (3 ans, 11 mois et 6 jours)       | Maire de Saint-Michel-Mont-Mercure (1945-1981) Conseiller général de la Vendée (1970-1981), élu dans le canton de Pouzauges |
| Louis Caiveau             |                    | Aucun               | Sans (1981)           | 25 septembre 1977 (suppléance) | 9 septembre 1981 — 27 février 1987 (5 ans, 5 mois et 18 jours)      | Maire de Saint-Hilaire-de-Riez (1965-1987) Conseiller général de la Vendée (1970-1987), élu dans le canton de Saint-Gilles-sur-Vie, devenu celui de Saint-Gilles-Croix-de-Vie |
| Louis Caiveau             |                    | UCDP                | Membre (1981-1984)    | 25 septembre 1977 (suppléance) | 9 septembre 1981 — 27 février 1987 (5 ans, 5 mois et 18 jours)      | Maire de Saint-Hilaire-de-Riez (1965-1987) Conseiller général de la Vendée (1970-1987), élu dans le canton de Saint-Gilles-sur-Vie, devenu celui de Saint-Gilles-Croix-de-Vie |
| Louis Caiveau             |                    | UC                  | Membre (1984-1986)    | 25 septembre 1977 (suppléance) | 9 septembre 1981 — 27 février 1987 (5 ans, 5 mois et 18 jours)      | Maire de Saint-Hilaire-de-Riez (1965-1987) Conseiller général de la Vendée (1970-1987), élu dans le canton de Saint-Gilles-sur-Vie, devenu celui de Saint-Gilles-Croix-de-Vie |
| Louis Caiveau             | Membre             | UC                  | 28 septembre 1986     |                                | 9 septembre 1981 — 27 février 1987 (5 ans, 5 mois et 18 jours)      | Maire de Saint-Hilaire-de-Riez (1965-1987) Conseiller général de la Vendée (1970-1987), élu dans le canton de Saint-Gilles-sur-Vie, devenu celui de Saint-Gilles-Croix-de-Vie |
| Jacques Oudin             |                    | RPR                 | Membre                | 28 septembre 1986              | 2 octobre 1986 — 30 septembre 2004 (17 ans, 11 mois et 28 jours)    | Conseiller municipal de La Guérinière (1977-2014) Conseiller général de la Vendée (1976-2015), élu dans le canton de Noirmoutier-en-l’Île |
| Jacques Oudin             | Membre (1995-2002) | RPR                 | 24 septembre 1995     |                                | 2 octobre 1986 — 30 septembre 2004 (17 ans, 11 mois et 28 jours)    | Conseiller municipal de La Guérinière (1977-2014) Conseiller général de la Vendée (1976-2015), élu dans le canton de Noirmoutier-en-l’Île |
| Jacques Oudin             |                    | UMP                 | 24 septembre 1995     | Membre (2002-2004)             | 2 octobre 1986 — 30 septembre 2004 (17 ans, 11 mois et 28 jours)    | Conseiller municipal de La Guérinière (1977-2014) Conseiller général de la Vendée (1976-2015), élu dans le canton de Noirmoutier-en-l’Île |
| Louis Moinard             |                    | Aucun               | Sans (1987)           | 28 septembre 1986 (suppléance) | 27 février 1987 — 30 septembre 2004 (17 ans, 7 mois et 3 jours)     | Maire de Nieul-sur-l’Autise (1977-2000) Conseiller général de la Vendée (1982-2001), élu dans le canton de Saint-Hilaire-des-Loges Conseiller régional des Pays-de-la-Loire (1986-1987), élu dans la section départementale de la Vendée |
| Louis Moinard             |                    | UC                  | Membre (1987-1995)    | 28 septembre 1986 (suppléance) | 27 février 1987 — 30 septembre 2004 (17 ans, 7 mois et 3 jours)     | Maire de Nieul-sur-l’Autise (1977-2000) Conseiller général de la Vendée (1982-2001), élu dans le canton de Saint-Hilaire-des-Loges Conseiller régional des Pays-de-la-Loire (1986-1987), élu dans la section départementale de la Vendée |
| Louis Moinard             | Membre             | UC                  | 24 septembre 1995     |                                | 27 février 1987 — 30 septembre 2004 (17 ans, 7 mois et 3 jours)     | Maire de Nieul-sur-l’Autise (1977-2000) Conseiller général de la Vendée (1982-2001), élu dans le canton de Saint-Hilaire-des-Loges Conseiller régional des Pays-de-la-Loire (1986-1987), élu dans la section départementale de la Vendée |
| Philippe Darniche         |                    | Aucun               | Sans                  | 24 septembre 1995              | 2 octobre 1995 — 30 septembre 2014 (18 ans, 11 mois et 28 jours)    | Maire de Mouilleron-le-Captif (1983-2018) Conseiller général de la Vendée (1992-1998), élu dans le canton de La Roche-sur-Yon-Nord Président de la communauté de communes du Pays-Yonnais (2001-2008) Secrétaire du Sénat (2004-2008) |
| Philippe Darniche         | Sans               | Aucun               | 26 septembre 2004     |                                | 2 octobre 1995 — 30 septembre 2014 (18 ans, 11 mois et 28 jours)    | Maire de Mouilleron-le-Captif (1983-2018) Conseiller général de la Vendée (1992-1998), élu dans le canton de La Roche-sur-Yon-Nord Président de la communauté de communes du Pays-Yonnais (2001-2008) Secrétaire du Sénat (2004-2008) |
| Bruno Retailleau          |                    | Aucun               | Sans (2004-2011),     | 26 septembre 2004              | 1er octobre 2004 — 21 octobre 2024 (20 ans et 20 jours)             | Conseiller général de la Vendée (1988-2015), élu dans le canton de Mortagne-sur-Sèvre Président de la communauté de communes du Canton-de-Mortagne-sur-Sèvre (1997-2008) Président du conseil général de la Vendée (2010-2015) Président de groupe (2014-2024) Président du conseil régional des Pays-de-la-Loire (2015-2017) Ministre de l’Intérieur (depuis 2024) Ministre d’État (depuis 2024) |
| Bruno Retailleau          |                    | UMP                 | Rattaché (2011-2012), | 26 septembre 2004              | 1er octobre 2004 — 21 octobre 2024 (20 ans et 20 jours)             | Conseiller général de la Vendée (1988-2015), élu dans le canton de Mortagne-sur-Sèvre Président de la communauté de communes du Canton-de-Mortagne-sur-Sèvre (1997-2008) Président du conseil général de la Vendée (2010-2015) Président de groupe (2014-2024) Président du conseil régional des Pays-de-la-Loire (2015-2017) Ministre de l’Intérieur (depuis 2024) Ministre d’État (depuis 2024) |
| Bruno Retailleau          | Membre (2012-2014) | UMP                 |                       | 26 septembre 2004              | 1er octobre 2004 — 21 octobre 2024 (20 ans et 20 jours)             | Conseiller général de la Vendée (1988-2015), élu dans le canton de Mortagne-sur-Sèvre Président de la communauté de communes du Canton-de-Mortagne-sur-Sèvre (1997-2008) Président du conseil général de la Vendée (2010-2015) Président de groupe (2014-2024) Président du conseil régional des Pays-de-la-Loire (2015-2017) Ministre de l’Intérieur (depuis 2024) Ministre d’État (depuis 2024) |
| Bruno Retailleau          | Membre (2014-2015) | UMP                 | 28 septembre 2014     |                                | 1er octobre 2004 — 21 octobre 2024 (20 ans et 20 jours)             | Conseiller général de la Vendée (1988-2015), élu dans le canton de Mortagne-sur-Sèvre Président de la communauté de communes du Canton-de-Mortagne-sur-Sèvre (1997-2008) Président du conseil général de la Vendée (2010-2015) Président de groupe (2014-2024) Président du conseil régional des Pays-de-la-Loire (2015-2017) Ministre de l’Intérieur (depuis 2024) Ministre d’État (depuis 2024) |
| Bruno Retailleau          |                    | REP                 | 28 septembre 2014     | Membre (2015-2020)             | 1er octobre 2004 — 21 octobre 2024 (20 ans et 20 jours)             | Conseiller général de la Vendée (1988-2015), élu dans le canton de Mortagne-sur-Sèvre Président de la communauté de communes du Canton-de-Mortagne-sur-Sèvre (1997-2008) Président du conseil général de la Vendée (2010-2015) Président de groupe (2014-2024) Président du conseil régional des Pays-de-la-Loire (2015-2017) Ministre de l’Intérieur (depuis 2024) Ministre d’État (depuis 2024) |
| Bruno Retailleau          | Membre             | REP                 | 27 septembre 2020     |                                | 1er octobre 2004 — 21 octobre 2024 (20 ans et 20 jours)             | Conseiller général de la Vendée (1988-2015), élu dans le canton de Mortagne-sur-Sèvre Président de la communauté de communes du Canton-de-Mortagne-sur-Sèvre (1997-2008) Président du conseil général de la Vendée (2010-2015) Président de groupe (2014-2024) Président du conseil régional des Pays-de-la-Loire (2015-2017) Ministre de l’Intérieur (depuis 2024) Ministre d’État (depuis 2024) |
| Jean-Claude Merceron      |                    | UC                  | Membre (2004-2005)    | 26 septembre 2004              | 1er octobre 2004 — 30 septembre 2014 (9 ans, 11 mois et 29 jours)   | Maire de Givrand (1977-2006) Conseiller général de la Vendée (1987-2008), élu dans le canton de Saint-Gilles-Croix-de-Vie |
| Jean-Claude Merceron      |                    | UC-UDF              | Membre (2005-2008)    | 26 septembre 2004              | 1er octobre 2004 — 30 septembre 2014 (9 ans, 11 mois et 29 jours)   | Maire de Givrand (1977-2006) Conseiller général de la Vendée (1987-2008), élu dans le canton de Saint-Gilles-Croix-de-Vie |
| Jean-Claude Merceron      |                    | UC                  | Membre (2008-2011)    | 26 septembre 2004              | 1er octobre 2004 — 30 septembre 2014 (9 ans, 11 mois et 29 jours)   | Maire de Givrand (1977-2006) Conseiller général de la Vendée (1987-2008), élu dans le canton de Saint-Gilles-Croix-de-Vie |
| Jean-Claude Merceron      |                    | UCR                 | Membre (2011-2012)    | 26 septembre 2004              | 1er octobre 2004 — 30 septembre 2014 (9 ans, 11 mois et 29 jours)   | Maire de Givrand (1977-2006) Conseiller général de la Vendée (1987-2008), élu dans le canton de Saint-Gilles-Croix-de-Vie |
| Jean-Claude Merceron      |                    | UDI-UC              | Membre (2012-2014)    | 26 septembre 2004              | 1er octobre 2004 — 30 septembre 2014 (9 ans, 11 mois et 29 jours)   | Maire de Givrand (1977-2006) Conseiller général de la Vendée (1987-2008), élu dans le canton de Saint-Gilles-Croix-de-Vie |
| Annick Billon             |                    | UDI-UC              | Membre (2014-2017)    | 28 septembre 2014              | En fonction depuis le 1er octobre 2014 (10 ans, 8 mois et 26 jours) | Conseillère municipale de Château-d’Olonne (2001-2018) Présidente de la délégation aux droits des femmes (2017-2023) Conseillère municipale des Sables-d’Olonne (2019-2020) |
| Annick Billon             |                    | UC                  | Membre (2017-2020)    | 28 septembre 2014              | En fonction depuis le 1er octobre 2014 (10 ans, 8 mois et 26 jours) | Conseillère municipale de Château-d’Olonne (2001-2018) Présidente de la délégation aux droits des femmes (2017-2023) Conseillère municipale des Sables-d’Olonne (2019-2020) |
| Annick Billon             | Membre             | UC                  | 27 septembre 2020     |                                | En fonction depuis le 1er octobre 2014 (10 ans, 8 mois et 26 jours) | Conseillère municipale de Château-d’Olonne (2001-2018) Présidente de la délégation aux droits des femmes (2017-2023) Conseillère municipale des Sables-d’Olonne (2019-2020) |
| Didier Mandelli           |                    | UMP                 | Membre (2014-2015)    | 28 septembre 2014              | En fonction depuis le 1er octobre 2014 (10 ans, 8 mois et 26 jours) | Maire du Poiré-sur-Vie (2001-2015) Conseiller municipal du Poiré-sur-Vie (2001-2020) Président de la communauté de communes Vie-et-Boulogne (2014-2016) Président de la communauté de communes de Vie-et-Boulogne (2017) Vice-président du Sénat (depuis 2024) |
| Didier Mandelli           |                    | REP                 | Membre (2015-2020)    | 28 septembre 2014              | En fonction depuis le 1er octobre 2014 (10 ans, 8 mois et 26 jours) | Maire du Poiré-sur-Vie (2001-2015) Conseiller municipal du Poiré-sur-Vie (2001-2020) Président de la communauté de communes Vie-et-Boulogne (2014-2016) Président de la communauté de communes de Vie-et-Boulogne (2017) Vice-président du Sénat (depuis 2024) |
| Didier Mandelli           | Membre             | REP                 | 27 septembre 2020     |                                | En fonction depuis le 1er octobre 2014 (10 ans, 8 mois et 26 jours) | Maire du Poiré-sur-Vie (2001-2015) Conseiller municipal du Poiré-sur-Vie (2001-2020) Président de la communauté de communes Vie-et-Boulogne (2014-2016) Président de la communauté de communes de Vie-et-Boulogne (2017) Vice-président du Sénat (depuis 2024) |
| Brigitte Hybert           |                    | REP                 | Membre                | 27 septembre 2020 (suppléance) | En fonction depuis le 22 octobre 2024 (8 mois et 5 jours)           | Conseillère municipale de Moutiers-sur-le-Lay (depuis 1995) Conseillère départementale de la Vendée (depuis 2015), élue dans le canton de Mareuil-sur-Lay-Dissais |

### Alphabétique triable par éléments personnels
| Identité                         | Spécifications viagères | Spécifications viagères        | Mandat | Mandat                                | Âge    | Âge    | Référence                      |
| Identité                         | Naissance               | Mort                           | Nombre | Durée cumulée                         | Entrée | Sortie | Référence                      |
| -------------------------------- | ----------------------- | ------------------------------ | ------ | ------------------------------------- | ------ | ------ | ------------------------------ |
| Armand de Baudry d’Asson         | 26 octobre 1862         | 23 avril 1945                  | 1      | 8 ans, 11 mois et 20 jours            | 64 ans | 73 ans | Dictionnaire, 1962             |
| Amédée de Béjarry                | 30 juin 1840            | 1er octobre 1916 (en fonction) | 4      | 30 ans, 4 mois et 4 jours             | 45 ans | 76 ans | Dictionnaire, 1962             |
| Annick Billon                    | 3 août 1967             |                                | 2      | 10 ans, 8 mois et 26 jours (non clos) | 47 ans |        | Notice, 2024                   |
| Alfred Biré                      | 28 septembre 1826       | 1er mai 1897 (en fonction)     | 2      | 9 ans, 11 mois et 14 jours            | 60 ans | 70 ans | Dictionnaire, 1962             |
| Louis Caiveau                    | 3 octobre 1924          | 27 février 1987 (en fonction)  | 2      | 6 ans, 1 mois et 18 jours             | 56 ans | 62 ans | Notice, 2024                   |
| Jacques Chaumel                  | 12 mars 1908            | 26 septembre 1973              | 1      | 1 an, 10 mois et 21 jours             | 38 ans | 40 ans | Dictionnaire, 1994             |
| Auguste de Cornulier de La Lande | 23 septembre 1812       | 13 février 1886 (en fonction)  | 2      | 9 ans, 11 mois et 3 jours             | 63 ans | 73 ans | Dictionnaire, 1890             |
| Michel Crucis                    | 4 janvier 1922          | 10 septembre 2012              | 2      | 17 ans, 11 mois et 28 jours           | 55 ans | 73 ans | Notice, 2024                   |
| Philippe Darniche                | 23 février 1943         |                                | 2      | 18 ans, 11 mois et 28 jours           | 52 ans | 71 ans | Notice, 2024                   |
| Hubert Durand                    | 21 octobre 1910         | 12 octobre 1981                | 2      | 18 ans, 3 mois et 2 jours             | 48 ans | 66 ans | Notice, 2024                   |
| Yves Durand                      | 12 mars 1910            | 24 décembre 2003               | 1      | 17 ans, 11 mois et 28 jours           | 58 ans | 76 ans | Notice, 2024                   |
| Raymond de Fontaines             | 30 mai 1859             | 14 novembre 1949               | 3      | 21 ans, 1 mois et 11 jours            | 64 ans | 85 ans | Notice, 2024                   |
| François Gaudineau               | 24 mai 1817             | 1er février 1887 (en fonction) | 2      | 10 ans, 10 mois et 22 jours           | 58 ans | 69 ans | Dictionnaire, 1891             |
| Emmanuel Halgan                  | 16 février 1839         | 22 octobre 1917 (en fonction)  | 4      | 32 ans, 8 mois et 21 jours            | 45 ans | 78 ans | Dictionnaire, 1970             |
| Stéphane Halgan                  | 8 avril 1828            | 19 janvier 1882 (en fonction)  | 2      | 3 ans et 3 jours                      | 50 ans | 53 ans | Dictionnaire, 1891             |
| Brigitte Hybert                  | 12 mai 1960             |                                | 1      | 8 mois et 5 jours (non clos)          | 64 ans |        | Notice, 2024                   |
| Henri de Lavrignais              | 15 juillet 1850         | 20 février 1927 (en fonction)  | 2      | 7 ans, 1 mois et 7 jours              | 69 ans | 76 ans | Dictionnaire, 1970             |
| Paul Le Roux                     | 26 septembre 1850       | 26 avril 1923 (en fonction)    | 4      | 25 ans, 9 mois et 6 jours             | 46 ans | 72 ans | Dictionnaire, 1970             |
| Didier Mandelli                  | 7 août 1964             |                                | 2      | 10 ans, 8 mois et 26 jours (non clos) | 50 ans |        | Notice, 2024                   |
| Jacques de Maupeou               | 28 décembre 1899        | 22 janvier 1963 (en fonction)  | 4      | 14 ans, 1 mois et 30 jours            | 48 ans | 63 ans | Notice, 2024                   |
| Jean-Claude Merceron             | 12 janvier 1942         |                                | 1      | 9 ans, 11 mois et 29 jours            | 62 ans | 72 ans | Notice, 2024                   |
| Louis Moinard                    | 31 octobre 1930         | 29 mai 2023                    | 2      | 17 ans, 7 mois et 3 jours             | 56 ans | 73 ans | Notice, 2024                   |
| Maurice Morand                   | 2 juin 1869             | 28 avril 1933 (en fonction)    | 1      | 13 ans, 3 mois et 15 jours            | 50 ans | 63 ans | Dictionnaire, 1972             |
| Jacques Oudin                    | 7 octobre 1939          | 21 mars 2020                   | 2      | 17 ans, 11 mois et 28 jours           | 46 ans | 64 ans | Notice, 2024                   |
| Louis Rambaud                    | 19 septembre 1883       | 22 mai 1944 (en fonction)      | 2      | 10 ans, 6 mois et 19 jours            | 50 ans | 60 ans | Dictionnaire, 1977             |
| Bruno Retailleau                 | 20 novembre 1960        |                                | 3      | 20 ans et 20 jours                    | 43 ans | 63 ans | Notice, 2024                   |
| Léopold Robert                   | 7 septembre 1878        | 2 novembre 1956                | 1      | 8 ans, 11 mois et 16 jours            | 57 ans | 66 ans | Dictionnaire, 1977 et Le Monde |
| Henri Rochereau                  | 25 mars 1908            | 25 janvier 1999                | 5      | 12 ans, 6 mois et 3 jours             | 38 ans | 51 ans | Notice, 2024                   |
| Pierre Roy                       | 25 juin 1898            | 15 juillet 1984                | 1      | 5 ans, 8 mois et 9 jours              | 64 ans | 70 ans | Notice, 2024                   |
| Lionel de Tinguy du Pouët        | 6 avril 1911            | 9 septembre 1981 (en fonction) | 1      | 3 ans, 11 mois et 6 jours             | 66 ans | 70 ans | Notice, 2024                   |
| Benjamin Vandier                 | 9 mars 1835             | 28 août 1878 (en fonction)     | 1      | 2 ans, 5 mois et 18 jours             | 41 ans | 43 ans | Dictionnaire, 1891             |

## Chronologie

### Portraits d’élus présentés chronologiquement

#### Troisième République

Portraits de sénateurs sous la Troisième République (1876-1944)
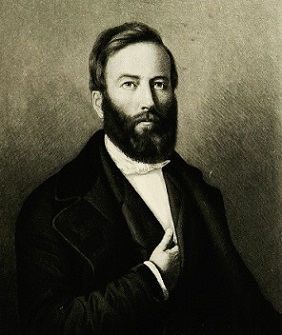
Auguste de Cornulier de La Lande, de 1876 à 1886.
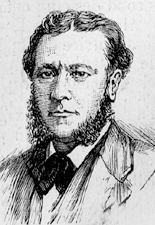
Marie-Édouard-Benjamin Vandier, de 1876 à 1878.
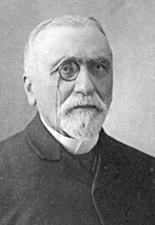
Emmanuel Halgan, de 1885 à 1917.
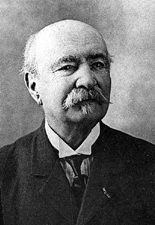
Amédée de Béjarry, de 1886 à 1916.
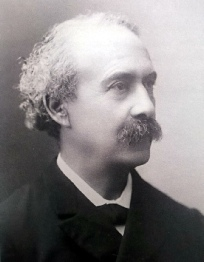
Alfred Biré, de 1887 à 1897.
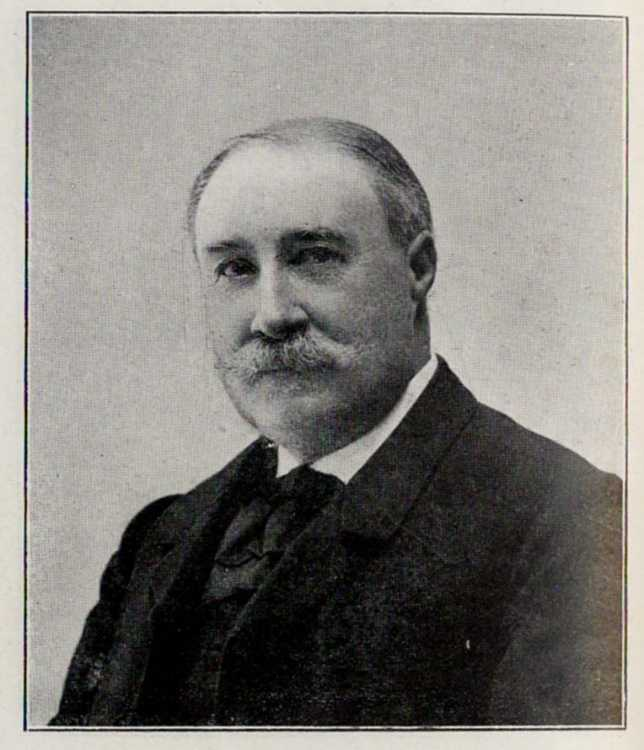
Henri de Lavrignais, de 1920 à 1927.
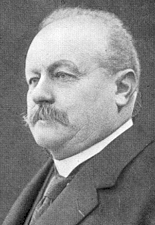
Raymond de Fontaines, de 1923 à 1944.
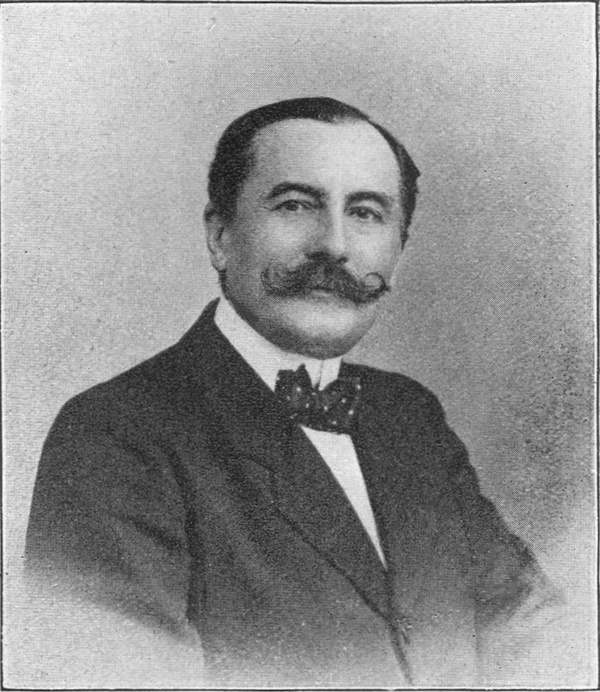
Armand de Baudry d’Asson, de 1927 à 1936.

#### Cinquième République

Portraits de sénateurs sous la Cinquième République (depuis 1958)
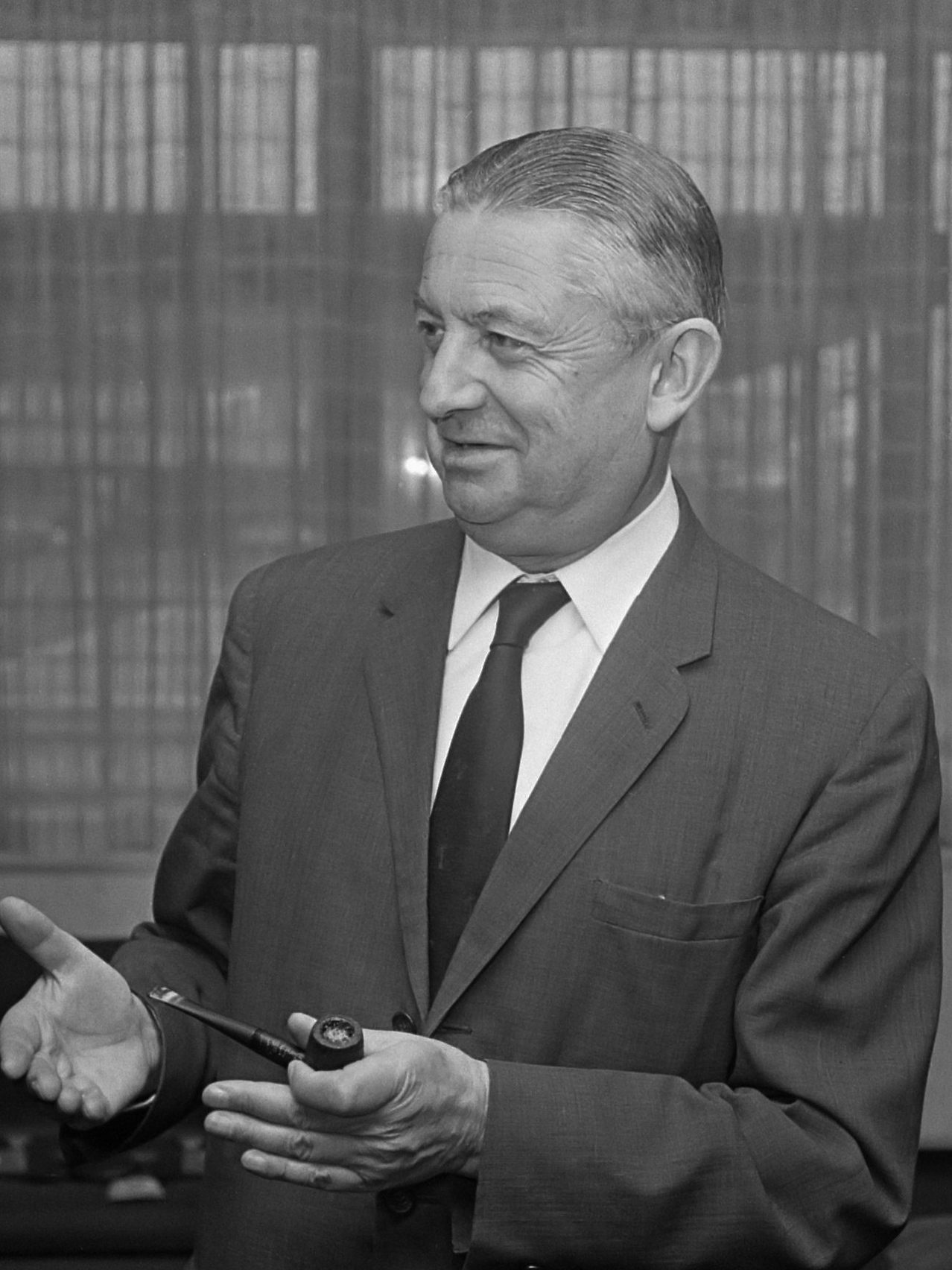
Henri Rochereau, de 1958 à 1959.
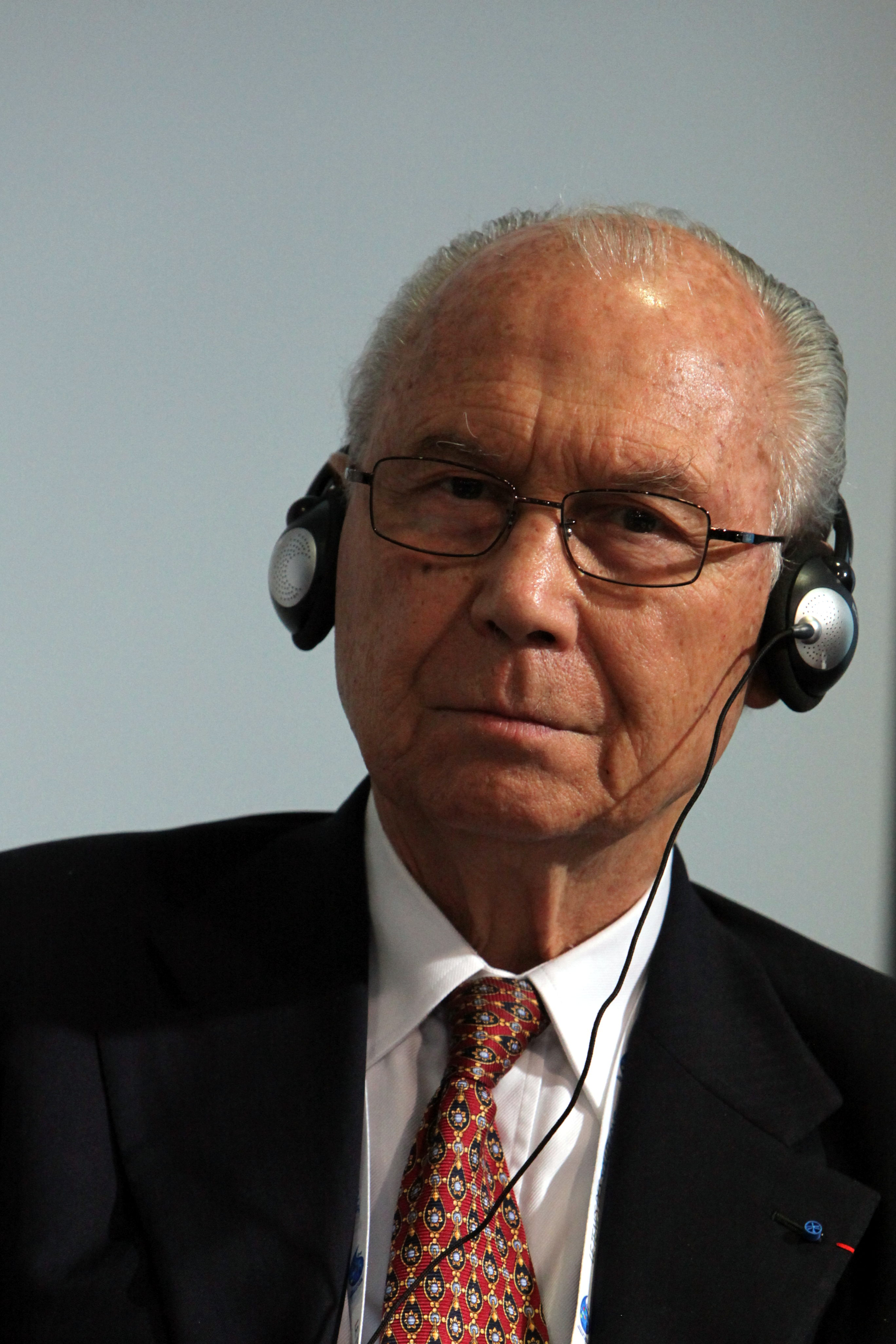
Jacques Oudin, de 1986 à 2004.
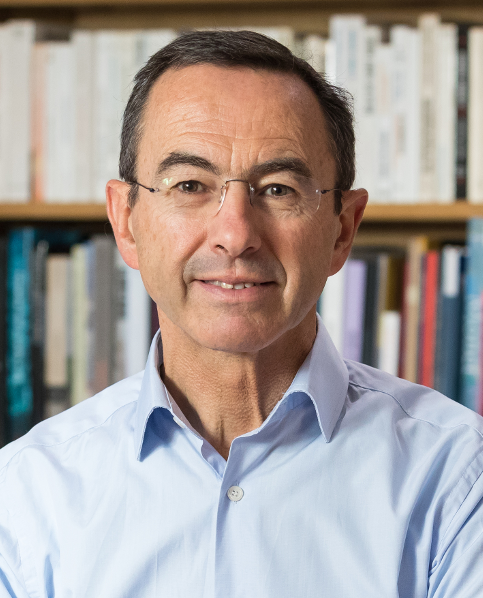
Bruno Retailleau, de 2004 à 2024.